# Vasermil Stadium
El Vasermil Stadium (en hebreo: האצטדיון העירוני ע"ש ארתור וסרמיל‎) era un estadio de fútbol ubicado en la ciudad de Be'er Sheva en Israel.

## Historia
El estadio fue la sede del Hapoel Be'er Sheva desde su inauguración en 1959. Inicialmente era conocido como Estadio Municipal, y fue rebautizado en 1988 cuando la madre de Arthur Vasermil financió la reconstrucción del estadio; Vasermil fue asesinada en el Campo de concentración de Majdanek durante el Holocausto a los siete años.
En la temporada 2005–06 también fue la sede del Maccabi Be'er Sheva para sus partidos en la Liga Leumit debido a que su estadio original no cumplía con los requerimientos de la liga. El Maccabi regresaría a su estadio luego de su descenso a la Liga Artzit.
Luego de que los habitantes de la ciudad preferían mejoras en la ciudad que renovar el estadio, se decidió construir uno nuevo, el consejo de la ciudad decidió demoler el estadio para reemplazarlo con otro valorado en US$50 millones y con capacidad para 16,000 espectadores llamado Turner Stadium, que fue inaugurado en 2015.

## Partidos internacionales
Israel jugó ante Estados Unidos un partido amistoso el 15 de noviembre de 1973 con victoria para Israel por 2–0 ante 3,000 espectadores. En 1979 Israel enfrentó a Países Bajos en un empate 1–1.